# Net als toen
Net als toen – utwór holenderskiej wokalistki Corry Brokken, nagrany w 1957 roku i napisany przez Guusa Jansena i Willy’ego van Hemerta. Singiel reprezentował Holandię podczas 2. Konkursu Piosenki Eurowizji w tym samym roku.
Podczas konkursu, który odbył się 3 marca 1957 roku, utwór został wykonany jako szósty w kolejności i wygrał finał imprezy, zdobywając łącznie 31 punktów, czyli prawie dwa razy więcej od zdobywcy drugiego miejsca – utworu „La belle amour” Paule Desjardins reprezentującej Francję. Dyrygentem orkiestry podczas występu był Dolf van der Linden. 
Oprócz wersji francuskojęzycznej, wokalistka nagrała utwór po francusku („Tout comme avant”) i niemiecku („Damals war alles so schön”). 
Na stronie b winylowego wydania singla znalazł się utwór „Wees maar niet boos”.